# My Reflection
My Reflection koncertni je DVD američke pjevačice Christine Aguilere, objavljen 2001. godine. Koncert je prije nego što je objavljen na DVD-u prikazan u jendosatnom specialu ABC-a u božićnom vremenu 2000. godine. DVD je dobio zlatnu certifikaciju od američke RIAA i platinastu certifikaciju u Australiji.

## Sadržaji

### Koncert
1. "Reflection"
2. "Genie in a Bottle"
3. "Come on Over Baby (All I Want Is You)"
4. "What a Girl Wants"
5. "So Emotional" (feat. Lil' Bow Wow)
6. "I Turn to You"
7. "At Last"
8. "Contigo en la Distancia"
9. "Climb Every Mountain"
10. "Falsas Esperanzas"
11. "Alright Now"
12. "Merry Christmas, Baby" (feat.Dr. John)
13. "Have Yourself a Merry Little Christmas" (feat. Brian McKnight)
14. "Christmas Time" (feat. Lil' Bow Wow)

### Posebni sadržaj
Videospotovi:
- "Genio Atrapado"
- "Por Siempre Tu"
- "Ven Conmigo"
- "The Christmas Song"